# Kosmonauti českého původu
Do vesmíru vzlétli čtyři kosmonauti českého původu, jeden zůstal mezi náhradníky. Jediným Čechem v kosmu byl Vladimír Remek, který roku 1978 strávil týden na sovětské vesmírné stanici Saljut 6. Do vesmíru se dostal na základě dohody Československa a Sovětského svazu v rámci programu kosmické spolupráce socialistických států Interkosmos. Společně s ním absolvoval výcvik kosmonauta Oldřich Pelčák, který zaujal pozici Remkova náhradníka. Z kosmonautů jiných zemí než Československa nebo Česka byli českého původu tři z astronautů Spojených států amerických, a sice Jim Lovell, Eugene Cernan a John Blaha. První dva se účastnili programů Gemini a Apollo, třetí létal na raketoplánech Space Shuttle.

## Vladimír Remek a Oldřich Pelčák
Roku 1976 nabídl Sovětský svaz zemím sdruženým v programu Interkosmos účast v pilotovaných kosmických letech. V první fázi byla nabídka směrována k vládám Československa, Polska a Německé demokratické republiky. V Československu ve druhé polovině roku 1976 proběhl mezi vojenskými piloty výběr kandidátů na kosmický let. Dva finalisté, Vladimír Remek a Oldřich Pelčák zahájili v prosinci 1976 výcvik ve Středisku přípravy kosmonautů v Hvězdném městečku. V květnu 1977 složili závěrečné zkoušky a poté byli rozřazeni do posádek. Posádky byly smíšené, se sovětským velitelem a československým kosmonautem-výzkumníkem; jednu tvořili Alexej Gubarev s Vladimírem Remkem, druhá se skládala z Nikolaje Rukavišnikova a Oldřicha Pelčáka.
K letu byla vybrána dvojice Gubarev–Remek, Rukavišnikov s Pelčákem se stali náhradníky. Kosmonauti vzlétli do vesmíru 2. března 1978 z kosmodromu Bajkonur na území Kazachstánu. S orbitální stanicí Saljut 6, na které od 11. prosince 1977 žili Jurij Romaněnko a Georgij Grečko se Sojuz 28 spojil po svém 18. oběhu Země 3. března. Po třech hodinách kontrol a příprav Remek s Gubarevem vpluli na stanici. Během týdenního pobytu návštěvníci pomáhali základní posádce v jejím programu, uskutečnili několik televizních reportáží a také experimenty připravené československými odborníky. Gubarev s Remkem přistáli 10. března 1978, jejich let trval 7 dní, 22 hodin a 16 minut a byl jedním z vrcholů kosmonautiky Československa. Vladimír Remek byl 87. člověk ve vesmíru a první z jiného státu než ze Sovětského svazu či USA.

## Jim Lovell, Eugene Cernan, John Blaha
Jim Lovell absolvoval čtyři kosmické lety. Roku 1965 dvoutýdenní (v tehdejších poměrech dlouhodobou) misi Gemini 7, následující rok velel letu Gemini 12, při kterém se loď Gemini opakovaně spojila s cílovým tělesem Agena a Buzz Aldrin třikrát vystoupil do vesmíru.  Koncem roku 1968 se Lovell účastnil mise Apollo 8, která vyzkoušela let k Měsíci, přechod na oběžnou dráhu Měsíce a návrat k Zemi. A konečně roku 1970 velel Apollu 13, které postihla havárie cestou k Měsíci, po obletu Měsíce se však astronauti dokázali vrátit k Zemi a přistát.
Lovellův děda pocházel z Dolní Lukavice na Přešticku. Jako připomínku svých předků vezl Lovell s sebou na Měsíc československou vlajku.
Eugene Cernan roku 1966 při letu Gemini 9 vystoupil do vesmíru, jako třetí člověk v historii. Roku 1969 se ve funkci pilota lunárního modulu účastnil mise Apollo 10, poslední zkoušky před přistáním na Měsíci. Roku 1972 velel letu Apolla 17, posledního přistání na Měsíci v rámci programu Apollo.
Prarodiče Cernana z matčiny strany, František a Rozálie Cihlářovi, pocházeli z Bernartic u Tábora a Nuzic u Bechyně. Slovenští rodiče jeho otce, Štefan a Anna Černanovi, pocházeli z Vysoké nad Kysucou. Cernan se ke svému původu hlásil, při obou letech k Měsíci měl s sebou československou vlajku, kterou roku 1974 při návštěvě Československa věnoval Astronomickému ústavu ČSAV v Ondřejově. Českou republiku po roce 1990 navštívil několikrát, obdržel čestné členství v České astronomické společnosti, vyznamenání české Akademie věd a astronomové hvězdárny v Kleti po něm pojmenovali jednu z planetek, 12 790 Cernan.
John  Blaha v letech  1989–1993 uskutečnil čtyři krátkodobé  kosmické lety v raketoplánech Space Shuttle, a sice STS-29, STS-33, STS-43 a STS-58. V září 1996 ho raketoplán Atlantis při misi STS-79 dopravil na ruskou vesmírnou stanici Mir, kde s ruskými kolegy pracoval do ledna 1997, kdy se vrátil ve stejném raketoplánu (mise STS-81). Českou republiku navštívil roku 1998 a podruhé roku 2001 na pozvání náčelníka generálního štábu Jiřího Šedivého. Astronomové z hvězdárny na Kleti i po něm pojmenovali jednu z jimi objevených planetek (22442 Blaha). Jeho děd Antonín Blaha pocházel z Herálce u Humpolce.

## Seznam
| Stát                               | Foto             | Jméno            | Poprvé ve vesmíru | Mise                                                                   | Celkový čas ve vesmíru      | Poznámka                                                   |
| Čeští kosmonauti                   | Čeští kosmonauti | Čeští kosmonauti | Čeští kosmonauti  | Čeští kosmonauti                                                       | Čeští kosmonauti            | Čeští kosmonauti                                           |
| ---------------------------------- | ---------------- | ---------------- | ----------------- | ---------------------------------------------------------------------- | --------------------------- | ---------------------------------------------------------- |
| Československo                     |                  | Vladimír Remek   | 2. března 1978    | Sojuz 28 na stanici Saljut 6                                           | 7 dní, 22 hodin a 17 minut  | První kosmonaut z jiné země než Sovětského svazu nebo USA. |
| Československo                     |                  | Oldřich Pelčák   | –                 | –                                                                      | –                           | Náhradník Vladimíra Remka, do vesmíru neletěl.             |
| Američtí astronauti českého původu |                  |                  |                   |                                                                        |                             |                                                            |
| USA                                |                  | Jim Lovell       | 4. prosince 1965  | Gemini 7, Gemini 12, Apollo 8, Apollo 13                               | 29 dní, 19 hodin a 3 minuty | Dvakrát letěl k Měsíci, aniž by na něm přistál.            |
| USA                                |                  | Eugene Cernan    | 3. června 1966    | Gemini 9, Apollo 10, Apollo 17                                         | 23 dní, 14 hodin a 15 minut | Zatím poslední člověk na Měsíci.                           |
| USA                                |                  | John Blaha       | 13. března 1989   | STS-29, STS-33, STS-43, STS-58, STS-79 na stanici Mir (zpět na STS-81) | 161 dní, 2 hodin a 45 minut | Pilot a velitel raketoplánu.                               |

## Zajímavosti
Kromě těchto osob byla ve vesmíru i postavička českého původu, plyšová figurka Krtka, kterou s sebou v letech 2011 a 2018 vezl americký astronaut Andrew J. Feustel, jehož manželka Indira má moravské předky (její matka pochází ze Znojma).
V symbolické rovině se do vesmíru dostal také český skladatel Antonín Dvořák, jehož symfonii č. 9 „Novosvětskou“ si pouštěl do skafandru Neil Armstrong v roce 1969. Izraelský astronaut Ilan Ramon v roce 2003 vezl raketoplánem Columbia obrázek Petra Ginze Měsíční krajina. Andrew Feustel vzal do vesmíru v roce 2009 kromě Krtka také sbírku básní Jana Nerudy Písně kosmické.